# Clague Ridge
Clague Ridge är en bergstopp i Antarktis. Den ligger i Östantarktis. Australien gör anspråk på området. Toppen på Clague Ridge är 1 480 meter över havet.
Terrängen runt Clague Ridge är lite kuperad. Trakten är obefolkad. Det finns inga samhällen i närheten. 